# Bonny-sur-Loire
Pour les articles homonymes, voir Bonny.
Bonny-sur-Loire est une commune française située dans le département du Loiret en région Centre-Val de Loire.

## Géographie

### Localisation et communes limitrophes

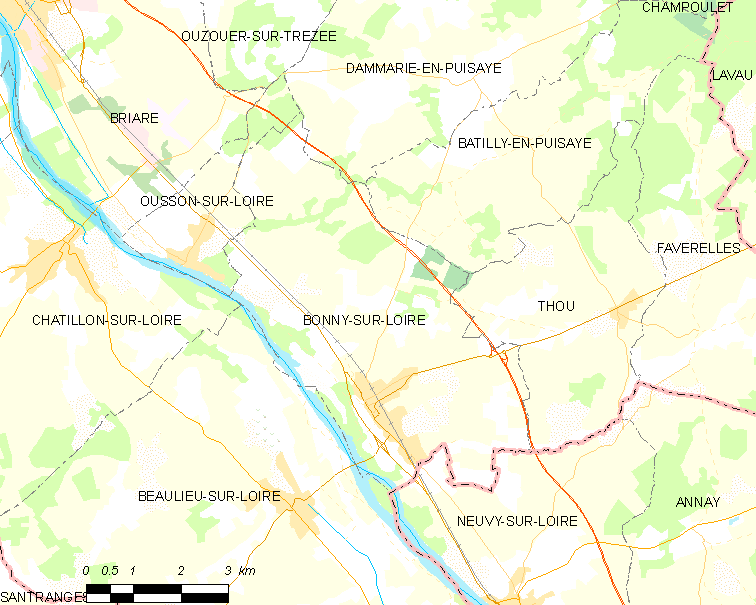
Carte de la commune de Bonny-sur-Loire et des communes limitrophes.

La commune de Bonny-sur-Loire se trouve dans le quadrant sud-est du département du Loiret, aux portes de la région Bourgogne, séparée du département de la Nièvre par une rivière, la Cheuille, dans la région agricole de la Puisaye. À vol d'oiseau, elle se situe à 79,5 km  d'Orléans, préfecture du département, à 49,2 km de Montargis, sous-préfecture, et à 11,8 km de Briare, ancien chef-lieu du canton dont dépendait la commune avant mars 2015. La commune fait partie du bassin de vie de Briare.
Les communes les plus proches sont : Beaulieu-sur-Loire (2,6 km), Ousson-sur-Loire (5,1 km), Neuvy-sur-Loire (5,3 km), Thou (5,7 km), Belleville-sur-Loire (6 km, dans le Cher), Batilly-en-Puisaye (6,7 km), Faverelles (7,1 km), Châtillon-sur-Loire (7,4 km), Annay (7,5 km) et Dammarie-en-Puisaye (7,9 km).

### Lieux-dits et écarts
La Villeneuve, Vaupy, le Buisson, les Zodors, la Sablonnière, les Loups.

### Géologie et relief

#### Géologie
La commune se situe dans le sud du Bassin parisien, le plus grand des trois bassins sédimentaires français. Cette vaste dépression, occupée dans le passé par des mers peu profondes et des lacs, a été comblée, au fur et à mesure que son socle s’affaissait, par des sables et des argiles, issus de l’érosion des reliefs alentours, ainsi que des calcaires d’origine biologique, formant ainsi une succession de couches géologiques.
Les couches affleurantes sur le territoire communal sont constituées de formations superficielles du Quaternaire et de roches sédimentaires datant du Cénozoïque, l'ère géologique la plus récente sur l'échelle des temps géologiques, débutant il y a 66 millions d'années, et du Mésozoïque, anciennement appelé Ère secondaire, qui s'étend de −252,2 à −66,0 Ma. La formation la plus ancienne est de la craie blanche à silex remontant à la période Crétacé. La formation la plus récente est des alluvions récentes des lits mineurs remontant à l’époque Holocène de la période Quaternaire. Le descriptif de ces couches est détaillé dans  les feuilles « n°432 - Gien » et « n°433 - Saint-Fargeau » de la carte géologique au 1/50 000ème du département du Loiret, et leurs notices associées,.

Carte géologique de la commune.

|  | Fz :  | alluvions récentes des lits mineurs, Holocène                     |
|  | FC :  | alluvions et colluvions du fond des vallées secondaires, Holocène |
|  | Fvb : | alluvions de haute terrasse, Pléistocène (Mindel), terrasse +20 m |

|  | FuL : | alluvions de très haute terrasse de la Loire, Pléistocène (Villafranchien), terrasse +40 m |
|  | qCS : | colluvions à silex de versant, Quaternaires                                                |
|  | qN :  | sables et galets éoliens, Quaternaire                                                      |
|  | qOE : | Limons et Loess, Quaternaire                                                               |

|  | e7-g1CBr : | calcaires de Gien et de Briare, Éocène supérieur à Oligocène |
|  | e4PN :     | poudingue de Nemours, Paléocène-Éocène inférieur             |

|  | e1-4Rc : | complexe argilo-sableux à silex = argiles à silex, Paléocène-Éocène inférieur |

|  | c2Cr :  | craie blanche à silex, Turonien   |
|  | c1CrM : | craie blanche à silex, Cénomanien |

#### Relief
La superficie cadastrale de la commune publiée par l’Insee, qui sert de références dans toutes les statistiques, est de 25,80 km2,. La superficie géographique, issue de la BD Topo, composante du Référentiel à grande échelle produit par l'IGN, est quant à elle de 26,61 km2. L'altitude du territoire varie entre 130 m et 189 m.

### Climat
Pour des articles plus généraux, voir Climat du Centre-Val de Loire et Climat du Loiret.
En 2010, le climat de la commune est de type climat océanique dégradé des plaines du Centre et du Nord, selon une étude du CNRS s'appuyant sur une série de données couvrant la période 1971-2000. En 2020, Météo-France publie une typologie des climats de la France métropolitaine dans laquelle la commune est exposée à un climat océanique altéré et est dans la région climatique Centre et contreforts nord du Massif Central, caractérisée par un air sec en été et un bon ensoleillement.
Pour la période 1971-2000, la température annuelle moyenne est de 10,7 °C, avec une amplitude thermique annuelle de 15,5 °C. Le cumul annuel moyen de précipitations est de 727 mm, avec 10,9 jours de précipitations en janvier et 7,3 jours en juillet. Pour la période 1991-2020, la température moyenne annuelle observée sur la station météorologique de Météo-France la plus proche, sur la commune de Léré à 10 km à vol d'oiseau, est de 11,6 °C et le cumul annuel moyen de précipitations est de 710,5 mm,. Pour l'avenir, les paramètres climatiques de la commune estimés pour 2050 selon différents scénarios d'émission de gaz à effet de serre sont consultables sur un site dédié publié par Météo-France en novembre 2022.

### Milieux naturels et biodiversité
Le réseau Natura 2000 est un réseau écologique européen de sites naturels d’intérêt écologique élaboré à partir des Directives «Habitats » et «Oiseaux ». Ce réseau est constitué de Zones Spéciales de Conservation (ZSC) et de Zones de Protection Spéciale (ZPS). Dans les zones de ce réseau, les États Membres s'engagent à maintenir dans un état de conservation favorable les types d'habitats et d'espèces concernés, par le biais de mesures réglementaires, administratives ou contractuelles. L'objectif est de promouvoir une gestion adaptée des habitats tout en tenant compte des exigences économiques, sociales et culturelles, ainsi que des particularités régionales et locales de chaque État Membre. les activités humaines ne sont pas interdites, dès lors que celles-ci ne remettent pas en cause significativement l’état de conservation favorable des habitats et des espèces concernés,. Les sites Natura 2000 présents sur le territoire communal de Bonny-sur-Loire sont au nombre de deux.
| Nom                                                 | Numéro    | Type                       | Arrêté        | Superficie | Description | Carte |
| --------------------------------------------------- | --------- | -------------------------- | ------------- | ---------- | --- | ----- |
| Vallée de la Loire de Tavers à Belleville-sur-Loire | FR2400528 | SIC (Directive "Habitats") | 13 avril 2007 | 7 120 ha   | Le site concerne 51 communes. La délimitation de ce site Natura 2000 est très proche de celle correspondant à la Directive Oiseaux. L'intérêt majeur du site repose sur les milieux ligériens liés à la dynamique du fleuve, qui hébergent de nombreuses espèces citées en annexe II de la directive Habitats. |       |
| Vallée de la Loire du Loiret                        | FR2410017 | ZPS (Directive "Oiseaux")  | 4 mai 2007    | 7 684 ha   | Le site concerne la vallée de la Loire dans le Loiret. Cette ZPS se poursuit en amont et en aval sur les départements voisins. L'intérêt majeur du site repose sur les milieux et les espèces ligériens liés à la dynamique du fleuve. Ces milieux hébergent de nombreuses espèces citées en annexe I de la directive Oiseaux. Le site est caractérisé par la présence de colonies nicheuses de sternes naine et pierregarin et de mouette mélanocéphale. Des sites de pêche du Balbuzard pêcheur sont également présents. Le site est également lieu de reproduction du bihoreau gris, de l'aigrette garzette, de la bondrée apivore, du milan noir, de l'œdicnème criard, du martin-pêcheur, du pic noir, de la pie-grièche écorcheur. |       |

Sélection de représentants de l'avifaune de la zone Natura 2000 « Vallée de la Loire du Loiret ».
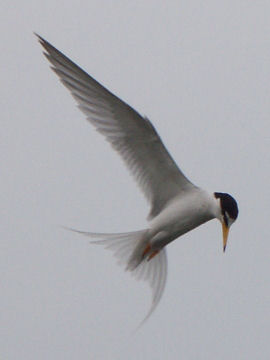
Sterne naine
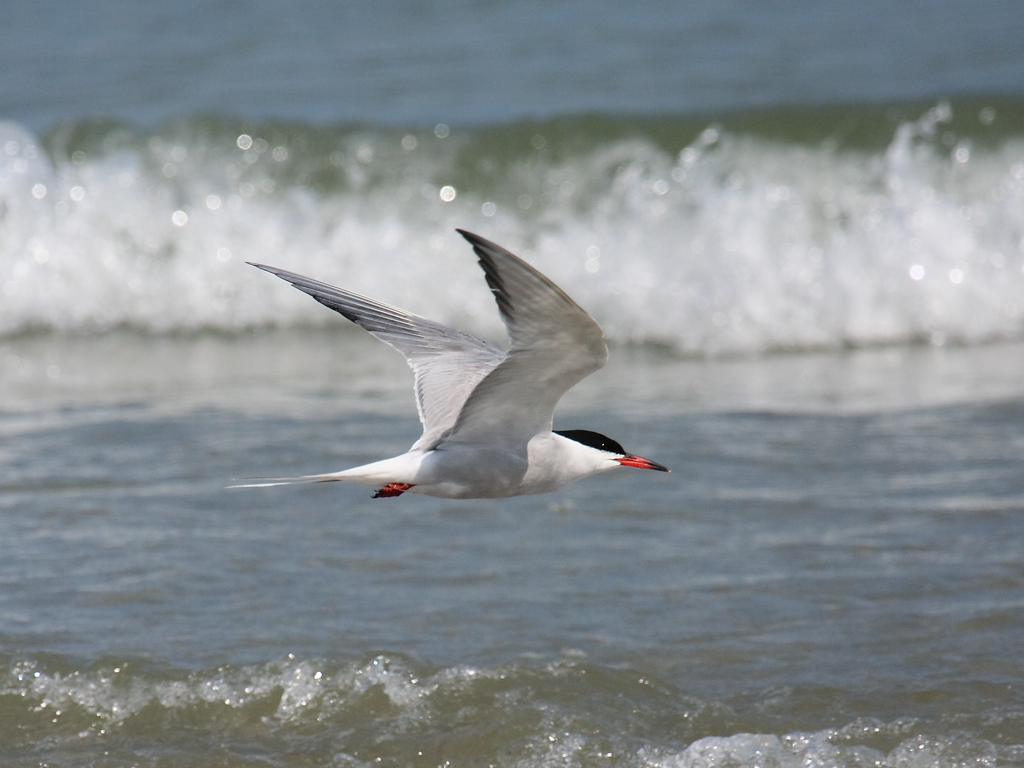
Sterne pierregarin
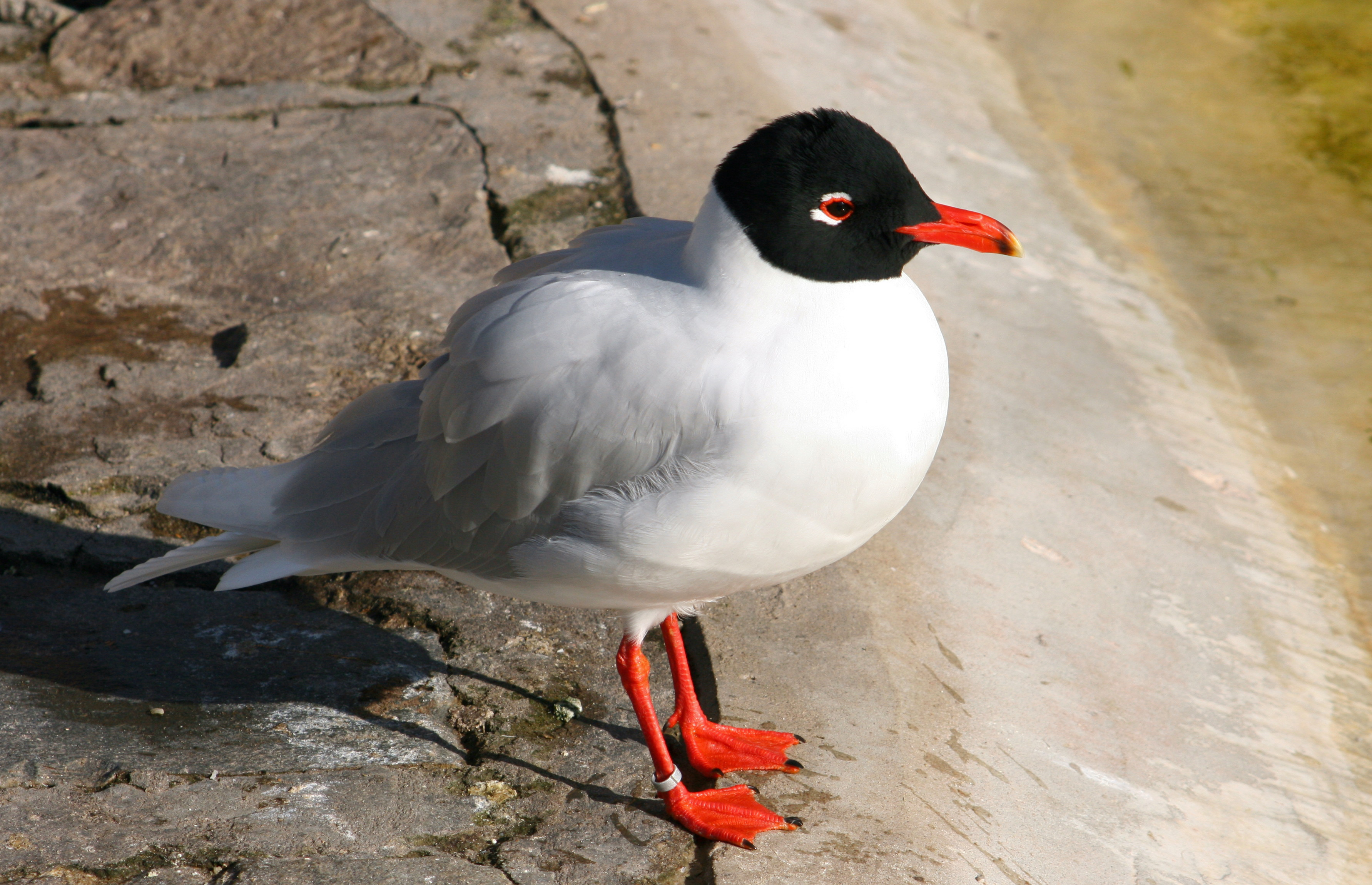
Mouette mélanocéphale
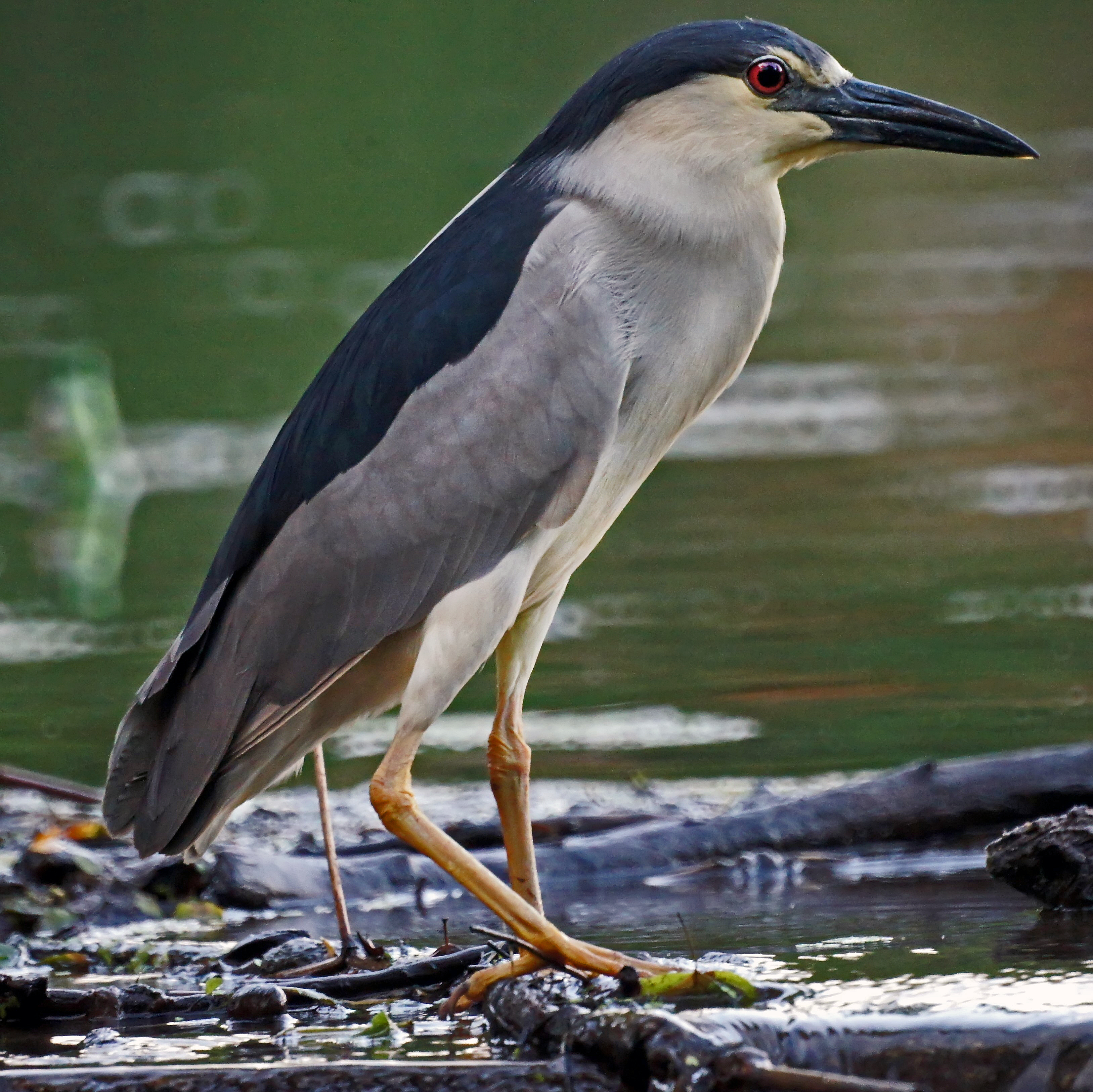
Bihoreau gris
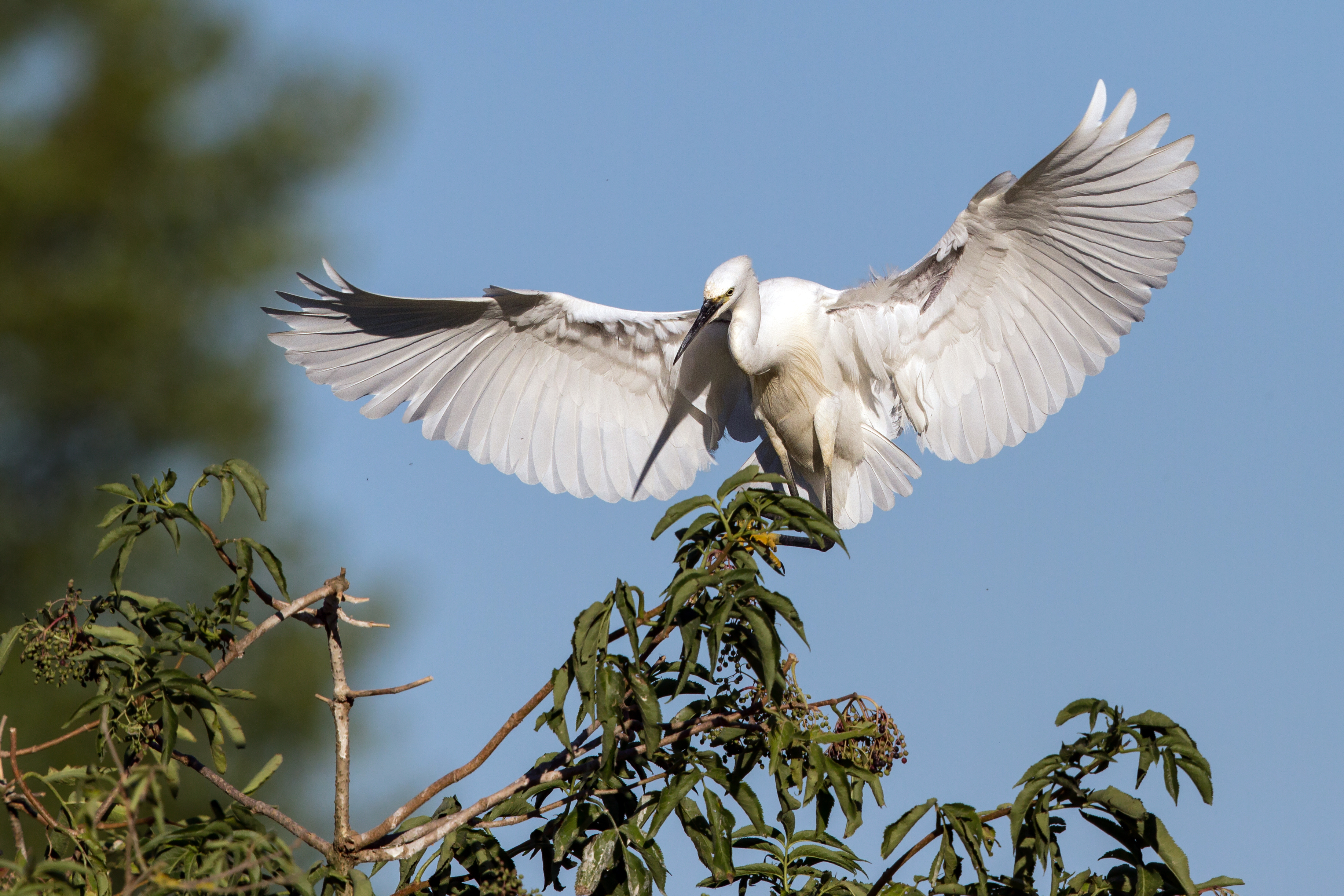
Aigrette garzette
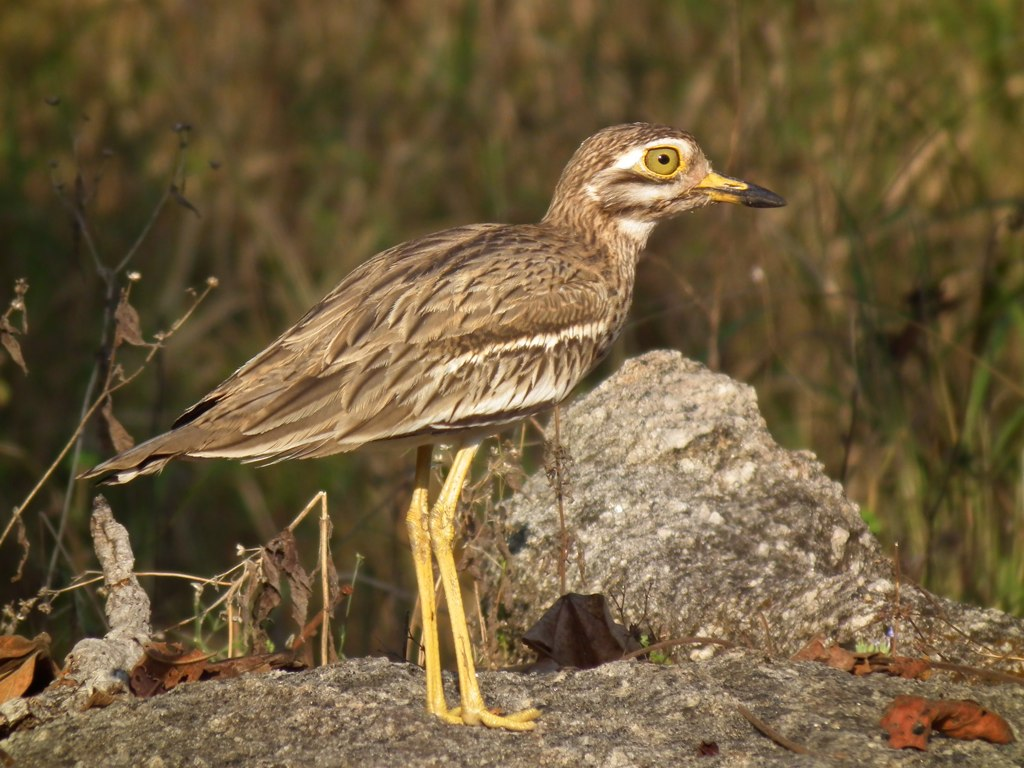
Œdicnème criard
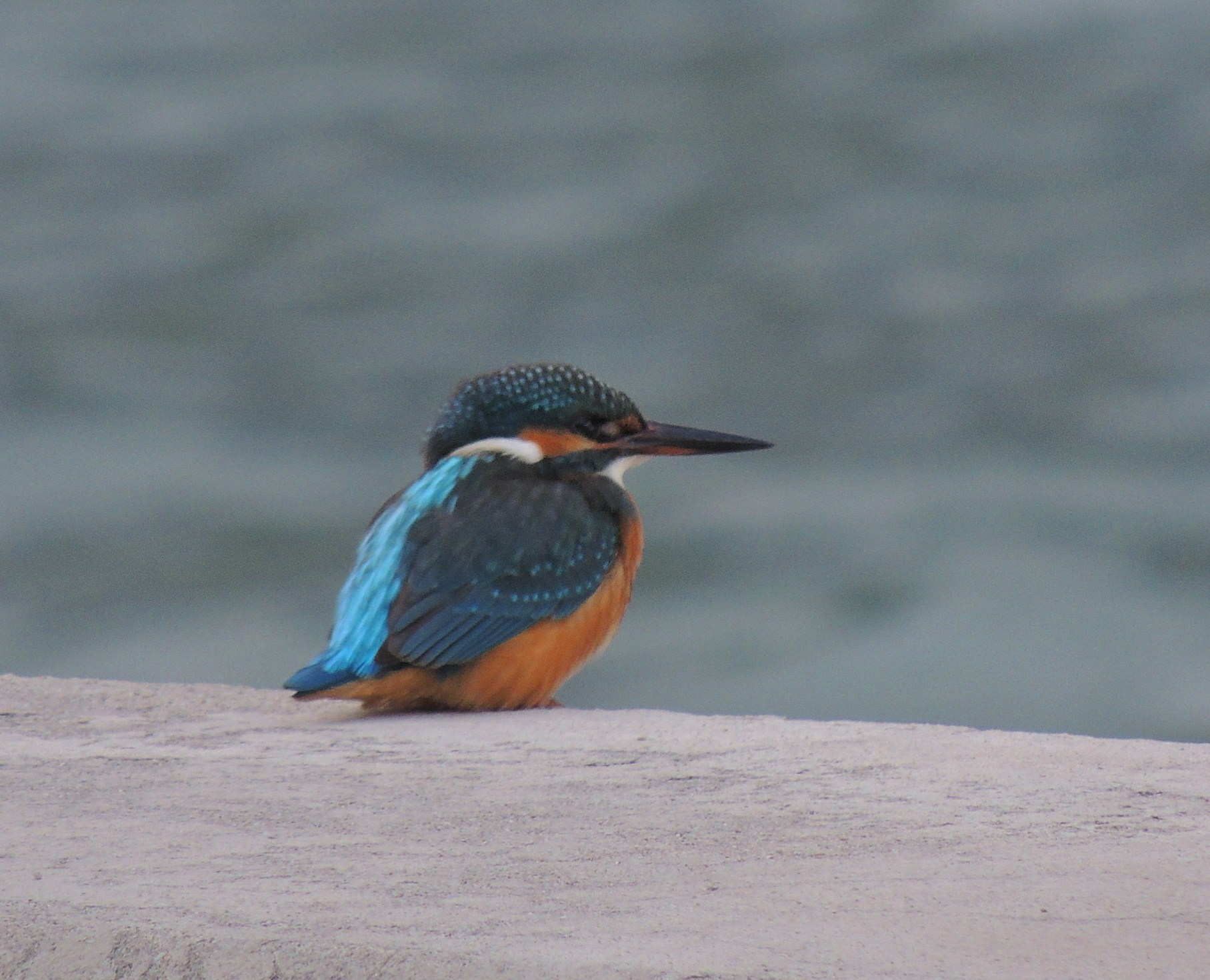
Martin-pêcheur d'Europe

#### Zones nationales d'intérêt écologique, faunistique et floristique
L’inventaire des zones naturelles d'intérêt écologique, faunistique et floristique (ZNIEFF) a pour objectif de réaliser une couverture des zones les plus intéressantes sur le plan écologique, essentiellement dans la perspective d’améliorer la connaissance du patrimoine naturel national et de fournir aux différents décideurs un outil d’aide à la prise en compte de l’environnement dans l’aménagement du territoire. Le territoire communal de Bonny-sur-Loire comprend trois ZNIEFF.
| Désignation                                                      | Type   | Superficie     | Description |
| ---------------------------------------------------------------- | ------ | -------------- | --- |
| « Grèves des vals de Beaulieu, Bonny-sur-Loire et de l'île Bon » | type 1 | 96 hectares    | Cette zone s'étend sur les communes de Beaulieu-sur-Loire et Bonny-sur-Loire. Son altitude est de 135 m. Cette zone est par ailleurs la plus boisée de la Loire moyenne avec une proportion importante de forêt alluviale. La rive gauche comporte une microfalaise qui résulte d'une érosion toujours active, favorable au maintien d'une des rares colonies d'hirondelles de rivage (150 couples environ) en situation naturelle. L'œdicnème criard niche régulièrement sur les îles de galets ou herbeuses, alors que les sternes pierregarin et naine y nichent de manière occasionnelle sans que l'on puisse en expliquer la raison. C'est aussi une zone de reproduction régulière du chevalier guignette. |
| « Loire berrichonne »                                            | type 2 | 7 058 hectares | Cette zone s'étend sur 31 communes dont 19 dans le Cher et 12 dans le Loiret. La Loire berrichonne (on pourrait dire nivernaise ou bourguignonne) se caractérise par un lit mineur tressé avec de nombreuses îles et grèves. La forêt alluviale occupe une surface bien plus importante que dans les autres sections de la Loire moyenne. Le cours grossièrement orienté Nord-Sud assure à la fois une fonction de corridor écologique et d'étape migratoire. C'est aussi un secteur important de reproduction de l'avifaune. |
| « Val des rabuteloires et île d'Ousson »                         | type 1 | 194,7 hectares | Cette zone s'étend sur quatre communes : Beaulieu-sur-Loire, Bonny-sur-Loire, Châtillon-sur-Loire et Ousson-sur-Loire. Son altitude varie entre 130 et 133 m. Il s'agit d'un ensemble complexe mais écologiquement homogène associant une forêt à bois durs apparemment ancienne et en bon état et un espace bocager dont les haies sont généralement en bon état. S'y ajoutent des grèves et îles, des friches, des prairies sèches et un ruisseau. L'ensemble est toujours soumis à submersion occasionnelle. |

## Toponymie
Une hypothèse accorde l’origine du nom de la commune au gaulois Bonos romanisée en Boniacum puis déclinée en Bonneia puis Bonnay pour devenir Bonny.
La dénomination composée est attestée au moins depuis le début du XVIIe siècle.

## Histoire

### Préhistoire
La présence humaine de l'actuel site d'implantation de la commune est attesté depuis le Néolithique.

### Antiquité
Durant l'Antiquité, Boniacum est située au carrefour de trois voies romaines.

### Moyen Âge
Durant l’époque mérovingienne, Aunaire, évêque d’Auxerre 572-603 ou 605, distribue des reliques de saint Pierre et de saint Paul aux nouvelles églises de son diocèse dont celle du village.
Sous l’administration carolingienne, Bonny devient une paroisse et est intégré au domaine royal français. Elle se développe au cours des grands pèlerinages (Jérusalem et Saint-Jacques-de-Compostelle notamment). Un prieuré existe, dont on ne connaît pas la date de fondation ; au XIVe siècle il dépend du grand monastère de La Charité-sur-Loire. Sous l'épiscopat de Aymery Guénaud (évêque d'Auxerre 1331-1339), le prévôt du prieur de Bonny fait pendre deux moines passant sur la route - ce qui est contraire aux privilèges de l'église et qui amène l'évêque à poursuivre en procès le prieur de Bonny.
Sous Philippe Auguste (1180–1223), le village est doté d’une enceinte fortifiée et reçoit le statut de ville. Hauts de six mètres, ces remparts comptent neuf tours et quatre portes : « la Feuillée », la porte de Paris, la porte de Poiseaux et la primitive porte de Lyon. Sont alors construits la maladrerie-léproserie du Portail, la chapelle Saint-Marc qui donnera lieu à des processions, le moulin de la Fontaine, la pêcherie et commence l’édification de l’église Saint-Aignan.
Au XIIIe siècle, les coteaux de Bonny sont couverts de vignes et le négoce de vins bat son plein. Durant la guerre de Cent Ans, la libération de Bonny en 1429, par l’amiral Louis de Culant, compagnon de Jeanne d'Arc, cause de sérieux dommages à l’église Saint-Pierre-et-Saint-Paul et au prieuré incendiés ; la tour de Puisaye est détruite. Bonny renaît de ses cendres à la Renaissance. Les foires sont rétablies et « la Teste noyre » sert de premier relais de poste à chevaux sur l’itinéraire Paris-Lyon. Le 1er mai 1480, Bonny reçoit Louis XI. La ville constitue l’une des étapes des « Postes assises » fournissant des chevaux frais toutes les sept lieues. L’église Saint-Pierre-et-Saint-Paul est réparée et le bas-côté gauche de l’église Saint-Aignan est construit en « style français » soulignant l’ornementation des lignes architecturales. Les fortifications sont élargies et comptent 16 tours, plus une poterne. Louis XII passe à plusieurs reprises à Bonny. Dom Paule de la Plâtière, prieur, supervise la reconstruction de « la Bourgeoisie » maison du fief de la Villeneuve et fait édifier dans ce hameau la chapelle Sainte-Monique.

### Époque moderne
Au début de l'Époque moderne, le XVIe siècle est marqué par la reconstruction du cloître sous l'impulsion de Jean de la Magdeleine, prieur de La Charité-sur-Loire. Le linteau des portes de ce prieuré à colonnettes est orné de l’écusson représentant les armes de la famille de la Magdeleine de Ragny : d’hermine, à trois bandes de gueules chargées de trois, cinq et trois coquilles d’or (armoiries reprises par la commune de Bonny-sur-Loire) ; son neveu marié à Claude de Damas, Dame de Ragny, fait construire une gentilhommière au lieu-dit de la Sablonnière.
Le 13 août 1523, Bonny aux maisons « tendues de tapisseries » accueille François Ier. De nombreuses hostelleries apparaissent : « la Fontaine », « Saint-Vincent », « la Corne au Cerf », « l’Écu de France » et « l’Ancre ». Sous l’influence de Claude de Damas, des artistes viennent sculpter le « portail des Dignités » pièce maîtresse de l’église Saint-Aignan, daté de 1543. Bonny, lieu de passage du roi Henri II, a des voituriers par eau qui se livrent au négoce du bois et du fer. Les Bonnychons servent à leur table, le « cléret », un vin rouge supérieur. La population ne cesse de croître ; aux moulins à eau s’ajoutent des moulins à vent.
Après son apogée, Bonny amorce son déclin avec les guerres de Religion qui l’affectent et ruinent en partie son patrimoine. En avril 1562, les huguenots se saisissent de la ville et transforment l’église Saint-Pierre-et-Saint-Paul en temple. Le cimetière des Huguenots est créé (il sera désaffecté en 1689). La ville est assiégée en 1568. Le cloître est détruit et l’église Saint-Pierre-et-Saint-Paul sérieusement endommagée. La ville, éprouvée, perd la protection de ses remparts dont une partie est béante.
À la fin du XVIe siècle, Bonny fait des efforts de reconstruction. Pour attirer la venue d’un receveur-fermier chargé de relever la recette de la seigneurie, une belle maison dite « le château » est construite vers 1600 ; l’emplacement du cloître disparaît de la vue de la population et se fait oublier. Henri IV passe à Bonny pour se rendre à Pougues-les-Eaux.
À partir de 1625, Bonny s’enchaîne à un cycle d’endettement qui ne cessera de croître. Toutefois, le vignoble est en plein essor. Touchée par la peste, puis par des famines à la fin du XVIIe siècle, Bonny ville de garnison reste encore ville d’étape (s’y arrêtent notamment le dramaturge français Jean Racine, des pèlerins pour Rome, des artisans saisonniers…). Le vin est consommé et exporté en abondance.
Le XVIIIe siècle porte un coup important à Bonny. La crue de la Loire en 1707 anéantit les infrastructures. Le « Grand Chemin » de Paris à Lyon ne dessert plus que le Bourbonnais et l’Auvergne, enlevant à la ville une grande partie de son activité d’accueil.

### Époque contemporaine
Au début de l'Époque contemporaine, de 1793 à 1801, Bonny possède le statut de chef-lieu de canton. Elle doit céder ce statut en 1801 à la ville voisine de Briare alors en plein développement avec le canal.
Lorsqu’il se rend à la cathédrale Notre-Dame de Paris pour sacrer Napoléon Ier, le pape Pie VII s’arrête à Bonny où il donne sa bénédiction.
Après une série d’incendies criminels, une société d’agronomie est créée en 1834 ; Bonny sera à l’origine du premier comice agricole du Loiret.
Le 7 décembre 1851, Bonny réagit violemment au coup d’État du prince Napoléon, futur Napoléon III. Un gendarme est tué accidentellement au cours de l’insurrection.
La navigation ligérienne disparaît au profit du chemin de fer. Les années 1856 et 1866 sont marquées par des crues dévastatrices et la sécheresse en 1863. Après la vigne, on cultive le froment, l’orge, l’avoine, le seigle et le houblon. Bonny possède une brasserie, une vinaigrerie et une poterie. La municipalité farouchement opposée à la religion fera surnommer la commune « Bonny-la-Rouge ». Le XIXe siècle se termine avec les ravages du phylloxera sur la vigne et l’importation de cépages américains.
Au début du XXe siècle, le pont suspendu sur la Loire reliant Bonny-sur-Loire à Beaulieu-sur-Loire est construit ; il est détruit en 1940 et reconstruit après la Seconde Guerre mondiale.
Entre le 29 janvier et le 8 février 1939, plus de 2 800 réfugiés espagnols fuyant l'effondrement de la république espagnole devant les troupes de Franco, arrivent dans le Loiret. Devant l'insuffisance des structures d'accueil d’Orléans, 46 centres d’accueil ruraux sont ouverts, dont un à Bonny-sur-Loire. Les réfugiés, essentiellement des femmes et des enfants (les hommes sont désarmés et retenus dans le Sud de la France), sont soumis à une quarantaine stricte, vaccinés, le courrier est limité, et le ravitaillement, s'il est peu varié et cuisiné à la française, est cependant assuré. Une partie des réfugiés rentrent en Espagne, incités par le gouvernement français qui facilite les conditions du retour, ceux préférant rester sont regroupés au camp de la verrerie des Aydes, à Fleury-les-Aubrais.
Les remparts de la commune furent restaurés pendant l'année 1998 par des bénévoles de l'association Chantiers Histoire et Architecture Médiévales.

### Héraldique
| Blason de Bonny-sur-Loire | Les armes de Bonny-sur-Loire se blasonnent ainsi : D’hermine à trois bandes de gueules chargées de coquilles d’or, cinq sur la bande centrale, trois sur chacune des deux autres. |

## Urbanisme

### Typologie
Au 1er janvier 2024, Bonny-sur-Loire est catégorisée bourg rural, selon la nouvelle grille communale de densité à sept niveaux définie par l'Insee en 2022.
Elle est située hors unité urbaine. Par ailleurs la commune fait partie de l'aire d'attraction de Gien, dont elle est une commune de la couronne,. Cette aire, qui regroupe 29 communes, est catégorisée dans les aires de moins de 50 000 habitants,.

### Occupation des sols
L'occupation des sols de la commune, telle qu'elle ressort de la base de données européenne d’occupation biophysique des sols Corine Land Cover (CLC), est marquée par l'importance des territoires agricoles (78,9 % en 2018), en diminution par rapport à 1990 (80,2 %). La répartition détaillée en 2018 est la suivante : 
terres arables (49,3 %), prairies (16 %), forêts (13,9 %), zones agricoles hétérogènes (10,6 %), zones urbanisées (5,7 %), cultures permanentes (3 %), eaux continentales (1,5 %).
L’évolution de l’occupation des sols de la commune et de ses infrastructures peut être observée sur les différentes représentations cartographiques du territoire : la carte de Cassini (XVIIIe siècle), la carte d'état-major (1820-1866) et les cartes ou photos aériennes de l'IGN pour la période actuelle (1950 à aujourd'hui).

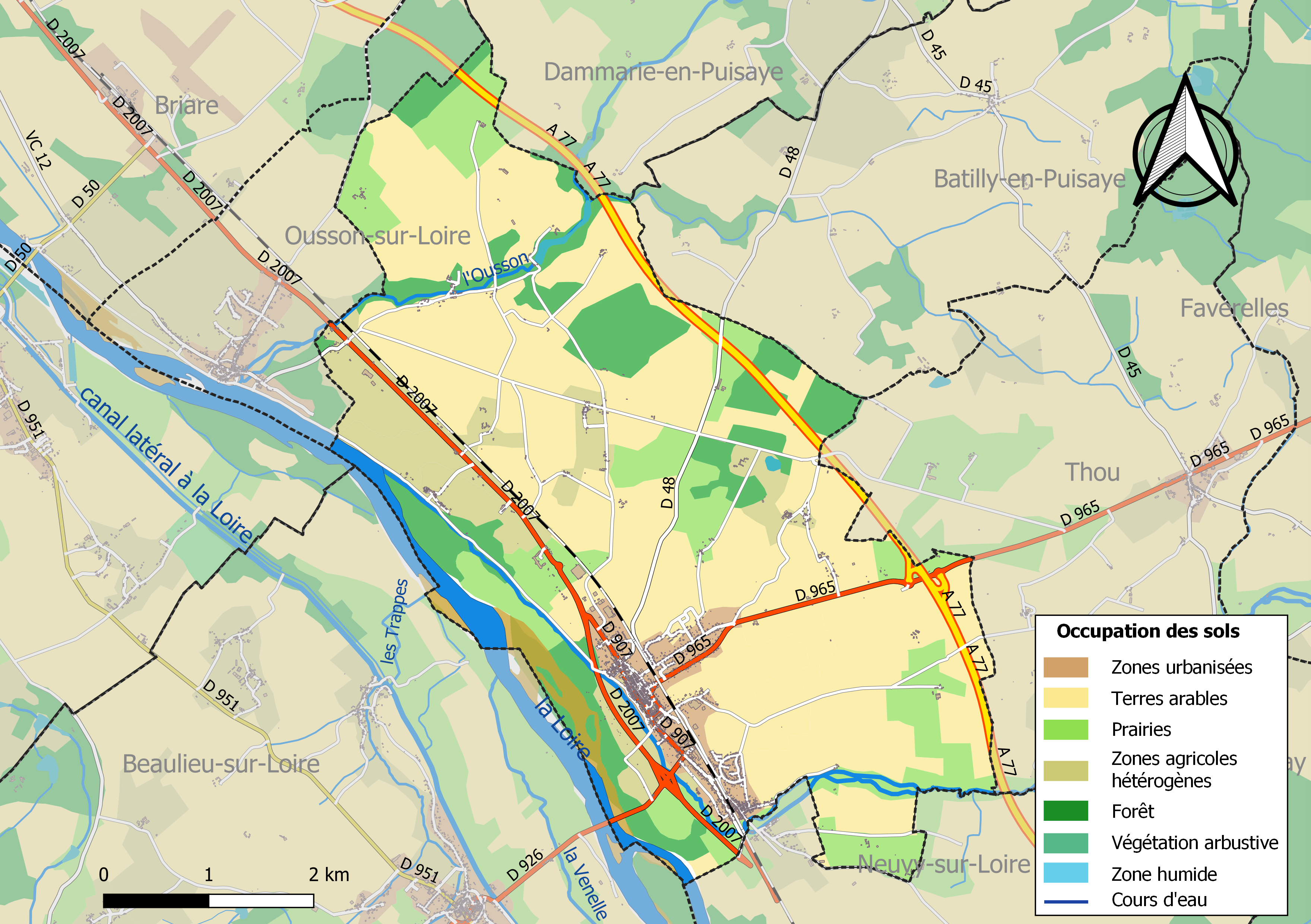
Carte des infrastructures et de l'occupation des sols en 2018 (CLC) de la commune en 2018.
Carte orthophotographique de la commune en 2016.

### Planification

#### Plan local d'urbanisme
Le conseil municipal prescrit l'élaboration d'un plan local d'urbanisme le 21 juillet 2005, en application de la loi relative à la solidarité et au renouvellement urbains, dite loi SRU, et afin de remplacer le plan d'occupation des sols qui avait été approuvé en 1982 et révisé plusieurs fois jusqu'en 2001. Après l'enquête publique qui s'est déroulée du 22 décembre 2007 au 22 janvier 2008, le document est approuvé le 27 2008.
Le plan local d'urbanisme intercommunal (PLUI) est la traduction d’une vision politique commune d'un territoire intercommunal en matière d’aménagement pour les 10 à 15 ans à venir. Il vise notamment à définir les zones constructibles, les zones de protection des milieux agricoles et naturels et à encadrer les modalités de construction. Le 16 décembre 2015, un PLU intercommunal est prescrit à l'échelle du territoire de la communauté de communes du canton de Briare. Le 1er janvier 2017 cette structure fusionne avec la communauté de communes du canton de Châtillon-sur-Loire pour former la communauté de communes du Berry Loire Puisaye. Le territoire du PLI devient dès lors celui de la nouvelle intercommunalité, qui regroupe 20 communes,.

#### SCoT du pays giennois
La loi SRU du 13 décembre 2000 a incité fortement les communes à se regrouper au sein d’un établissement public, pour déterminer les partis d’aménagement de l’espace au sein d’un SCoT, et ce sous peine de ne plus pouvoir ouvrir à l’urbanisation de nouveaux espaces. En effet, dans certaines conditions, en l’absence de SCoT approuvé, les zones naturelles (N) et les zones d’urbanisation future (AU) ne peuvent plus, sauf dérogation, être ouvertes à l’urbanisation. Tel est le principe posé par l’article L.122-2 du Code de l’urbanisme. En application des dispositions de l'article L.122-18 du Code de l'urbanisme, le Schéma Directeur de la Région de Gien approuvé le 16 juillet 1996 avait été maintenu avec valeur de Schéma de Cohérence Territoriale. Le Schéma regroupait les communes de Coullons, Gien, Nevoy, Poilly-lez-Gien, Saint-Brisson-sur-Loire, Saint-Gondon, Saint-Martin-sur-Ocre. En l'absence de délibération de la communauté des communes giennoises, dont fait partie Châtillon-sur-Loire, sur son évolution à l'échéance du délai de 10 ans à compter du 13 décembre 2000, ce SCot est devenu caduc à compter du 13 décembre 2010.
Le schéma de cohérence territoriale du pays giennois, qui regroupe 31 communes dont Bonny-sur-Loire, a ainsi été prescrit le 4 novembre 2010. Le projet de schéma a été arrêté le 30 juin 2015 puis soumis à l'enquête en octobre 2015 et approuvé le 29 mars 2016 et est opposable depuis le 8 avril 2016,.

### Voies de communication et transports

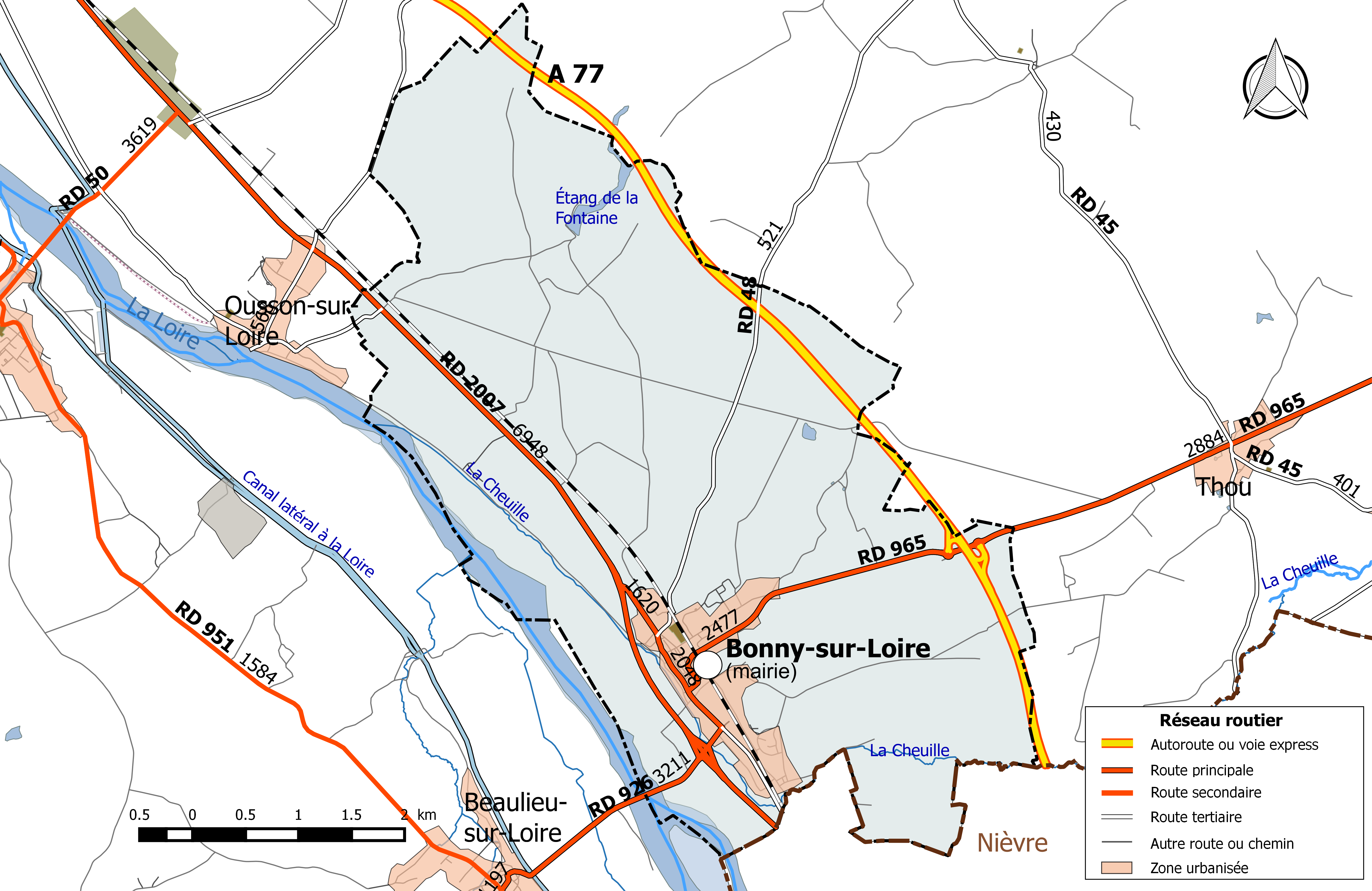
Réseau routier principal de la commune de Beaulieu-sur-Loire (avec indication du trafic routier 2014).

#### Infrastructures routières
La commune est traversée par l'autoroute A77 et quatre routes départementales : les RD 2007, RD 926, RD 965 et 48.
La limite nord-est de la commune est longée par l'autoroute A77 dont la section Briare – Cosne-sur-Loire, de 33 km, a été mise en service le 19 juin 2000 après la mise en service de la section Dordives-Briare en novembre 1999. Cette section termine alors la liaison Dordives - Cosne-sur-Loire, qui permet d'assurer le désenclavement effectif de la Nièvre et le délestage du trafic de l'A6 et de la RN7 (actuelle RD 2007)  tout en revalorisant l'axe Nord-Sud de Paris vers Lyon et le Massif central via Nevers.
La RD 2007, qui relie Dordives à Bonny-sur-Loire, est l'ancienne route nationale 7. A sa création, en 1824, elle est définie comme étant la route de Paris à Antibes et en Italie, par Nice et succède alors à la route impériale 8. La déviation de Bonny-sur-Loire est mise en service le 2 juin 1983. Elle supporte dans la traversée de la commune un trafic de 6 948 véhicules/jour.
La RD 926 relie Bonny-sur-Loire à Beaulieu-sur-Loire, puis Santranges dans le département du Cher. Elle permet de franchir la Loire et supporte en 2014, sur le territoire communal, un trafic de 3 211 véhicules/jour.

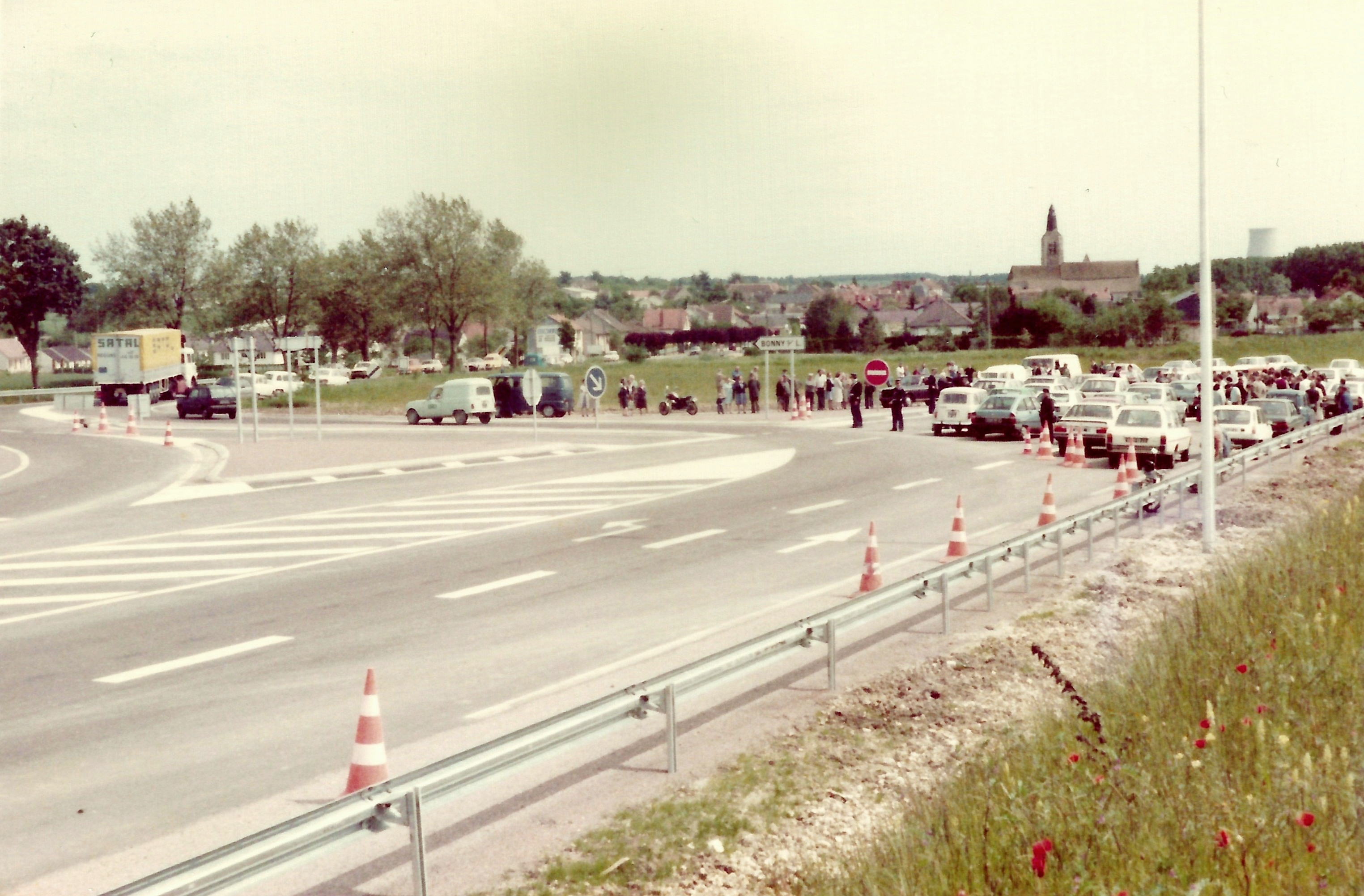
Inauguration de la déviation de la RN 7 le 2 juin 1983

La RD 965 (2 465 véhicules/jour) relie Bonny-sur-Loire à Faverelles et la RD 48 (521 véhicules/jour) à Champoulet
Complétant ces voies, la commune est sillonnée de plusieurs voies communales et chemins ruraux desservant ses fermes et hameaux et les bourgs environnants.

#### Transports en commun routiers
Bonny-sur-Loire est desservie par une ligne régulière du réseau d'autocars interurbains Ulys : la ligne 3, Châtillon-sur-Loire - Orléans, correspondances SNCF à la gare d'Orléans et TAO et Transbeauce à la Gare routière d'Orléans;
Depuis le 1er janvier 2017, la compétence des services de transports routiers interurbains, réguliers et à la demande est transférée des départements aux régions, et donc localement du département du Loiret à la région Centre-Val de Loire, consécutivement à la loi NOTRe du 7 août 2015. Dans ce cadre, le Réseau de mobilité interurbaine « Rémi » remplace chacun des réseaux de transports interurbains départementaux et en particulier le réseau Ulys dans le Loiret et  entre en service à compter de la rentrée scolaire du 4 septembre 2017.

#### Infrastructures ferroviaires
La ligne ferroviaire de Paris à Clermont-Ferrand traverse le territoire de la commune.

### Risques naturels et technologiques majeurs
La commune de Bonny-sur-Loire est vulnérable à différents aléas naturels : inondations (par débordement de la Loire ou de ruisseaux), climatiques (hiver exceptionnel ou canicule), mouvements de terrains ou sismique. Elle est également exposée à deux risques technologiques : le transport de matières dangereuses (avec la traversée de l'A77 et de la RD 2007) et le risque nucléaire avec la proximité de la centrale nucléaire de Belleville.
Entre 1983 et 2005, la commune a fait l’objet de onze arrêtés de reconnaissance de catastrophe naturelle pour les motifs suivants (les années mentionnées sont celles des événements ayant abouti à la reconnaissance de la catastrophe naturelle) : en 1989, 1999 et 2003, après des mouvements de terrains et en 1999, 2001 et 2003 pour des inondations par ruissellement et Coulée de boue ou par débordement de la Loire.

#### Risque d'inondation

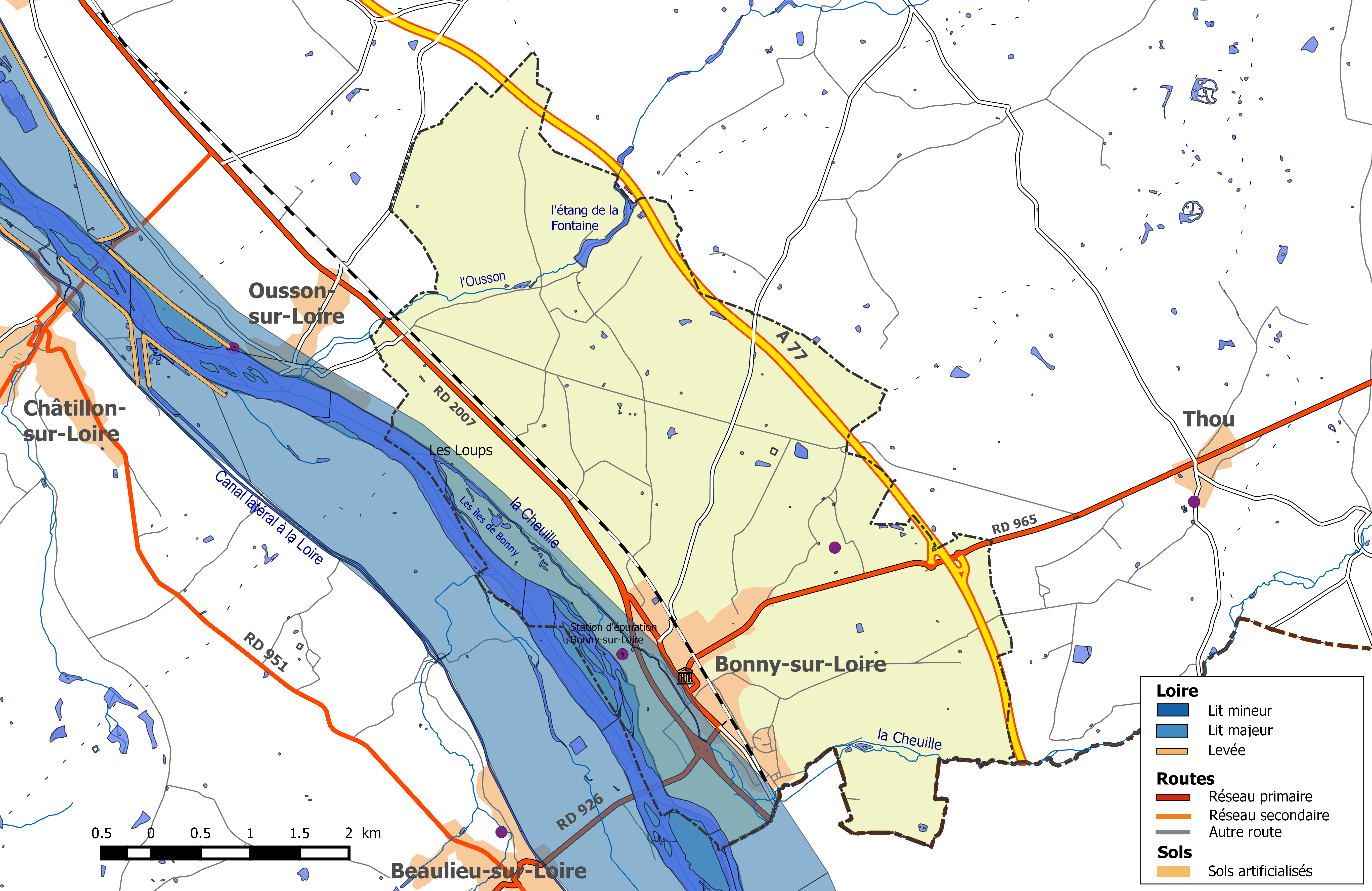
Zone inondable de la commune de Bonny-sur-Loire.

La Loire est à l'origine des dégâts les plus importants sur la commune en cas de crue majeure. Les crues historiques sont celles de 1846, 1856, 1866 et 1907. Aucune crue n'a atteint depuis 1907 les hauteurs atteintes lors de ces événements catastrophiques.
Le territoire de la commune n'est pas endigué et est donc soumis à une inondation directe par débordement de la Loire. Il présente par ailleurs une zone de remous par le ruisseau de la Cheuille. Selon le débit transitant en Loire, deux zones de surverse sont également observées en rive droite au-dessus de la RN 7. L'accès au pont de Bonny-sur-Loire (D926) est coupé avant une crue de période de retour 20 ans. L'accès par la RD926 est inondé en rive gauche pour un débit en Loire de 1 680 m3/s, soit une hauteur l'échelle de Gien de 3,03 m. L'étude des vals du Giennois réalisée en 2014 dans le cadre du plan Loire a permis de déterminer les zones les plus vulnérables de la commune. Cinq zones homogènes vulnérables ont été identifiées : Rive droite, Bourg aval, Bourg centre, Bourg amont et Les Loups.
Le risque d'inondation est pris en compte dans l'aménagement du territoire de la commune par le biais de deux Plans de prévention du risque d'inondation (PPRI) : le PPRI du val de Briare.
Deux documents permettent de définir les modalités de gestion de crise et d'organisation des secours : au niveau départemental, le Dispositif ORSEC départemental spécialisé déclenché en cas d'inondation de la Loire, le plan ORSIL, et au niveau communal le plan communal de sauvegarde.

#### Risque de mouvements de terrain
Le risque de mouvements de terrain consécutifs à la sécheresse est dû à des phases successives de retrait-gonflement des argiles pouvant fragiliser les fondations des bâtiments. La majorité du territoire de la commune est soumis à un aléa faible face à ce risque, selon l'échelle définie par le Bureau de recherches géologiques et minières (BRGM), hormis une petite zone située dans le nord-ouest de la commune classée en aléa « moyen ».

#### Risque sismique
La totalité du département est classée en zone de sismicité « très faible ». À ce titre aucune réglementation spécifique ne s'applique aux constructions dites « à risque normal ».

#### Risque nucléaire
En cas d’accident grave, certaines installations nucléaires sont susceptibles de rejeter dans l’atmosphère de l’iode radioactif. C'est en particulier le cas de la centrale nucléaire de Belleville (Cher) qui se situe à moins de 10 km du centre bourg. La commune de Bonny-sur-Loire est donc incluse dans le Plan particulier d'intervention en matière nucléaire mis en place au niveau interdépartemental. A ce titre, les habitants de la commune, comme tous ceux résidant dans le périmètre proche de 10 km de la centrale, ont bénéficié, à titre préventif, d'une distribution de comprimés d’iode stable dont l’ingestion avant rejet radioactif permet de pallier les effets sur la thyroïde d’une exposition à de l’iode radioactif. En cas d'incident ou d'accident nucléaire, la commune peut être considérée, en tout ou partie, comme zone de confinement ou comme zone d'évacuation et les habitants peuvent être amenés à ingérer, sur ordre du préfet, les comprimés en leur possession.

## Politique et administration

### Découpage territorial

#### Bloc communal: Commune et intercommunalités
La paroisse de Bonny acquiert le statut de municipalité avec le  décret du 12 novembre 1789 de l'Assemblée Nationale puis celui de « commune », au sens de l'administration territoriale actuelle, par le décret de la Convention nationale du 10 brumaire an II (31 octobre 1793). Il faut toutefois attendre la loi du 5 avril 1884 sur l'organisation municipale pour qu'un régime juridique uniforme soit défini pour toutes les communes de France, point de départ de l’affirmation progressive des communes face au pouvoir central.
Aucun événement de restructuration majeure du territoire, de type suppression, cession ou réception de territoire, n'a affecté la commune depuis sa création.
La commune est membre de la Communauté de communes du canton de Briare depuis sa création le 29 décembre 1997, une intercommunalité issue de la transformation en communauté de communes de l'ancien SIVOM du canton de Briare, créé en mai 1962. Depuis le 1er janvier 2017, la commune est membre de la communauté de communes du Berry Loire Puisaye, issue de la fusion de la communauté de communes du canton de Briare et de la communauté de communes du canton de Châtillon-sur-Loire.

#### Circonscriptions de rattachement
La loi du 22 décembre 1789 divise le pays en 83 départements découpés chacun en six à neuf districts eux-mêmes découpés en cantons regroupant des communes. Les districts, tout comme les départements, sont le siège d’une administration d’État et constituent à ce titre des circonscriptions administratives. La commune de Bonny est alors incluse dans le canton de Bonny, le district de Gien et le département du Loiret.
La recherche d’un équilibre entre la volonté d’organiser une administration dont les cadres permettent l’exécution et le contrôle des lois d’une part, et la volonté d’accorder une certaine autonomie aux collectivités de base (paroisses, bourgs, villes) d’autre part, s’étale de 1789 à 1838. Les découpages territoriaux évoluent ensuite au gré des réformes visant à décentraliser ou recentraliser l'action de l'État. La régionalisation fonctionnelle des services de l'État (1945-1971) aboutit à la création de régions. L'acte I de la décentralisation de 1982-1983 constitue une étape importante en donnant l'autonomie aux collectivités territoriales, régions, départements et communes. L'acte II intervient en 2003-2006, puis l'acte III en 2012-2015.
Le tableau suivant présente les rattachements, au niveau infra-départemental, de la commune de Bonny-sur-Loire aux différentes circonscriptions administratives et électorales ainsi que l'historique de l'évolution de leurs territoires.
| Circonscription             | Nom                | Période   | Type                         | Évolution du découpage territorial |
| --------------------------- | ------------------ | --------- | ---------------------------- | --- |
| District                    | Gien               | 1790-1795 | Administrative               | La commune est rattachée au district de Gien de 1790 à 1795,. La Constitution du 5 fructidor an III, appliquée à partir de vendémiaire an IV (1795) supprime les districts, rouages administratifs liés à la Terreur, mais maintient les cantons qui acquièrent dès lors plus d'importance. |
| Canton                      | Bonny              | 1790-1801 | Administrative et électorale | Le 10 février 1790, la municipalité de Bonny est rattachée au canton de Bonny, dont elle est le chef-lieu de canton,. Les cantons sont supprimés, en tant que découpage administratif, par une loi du 26 juin 1793, et ne conservent qu'un rôle électoral. Ils permettent l’élection des électeurs du second degré chargés de désigner les députés. Les cantons acquièrent une fonction administrative avec la disparition des districts en 1795. |
| Canton                      | Briarre            | 1801-2015 | Administrative et électorale | Sous le Consulat, un redécoupage territorial visant à réduire le nombre de justices de paix ramène le nombre de cantons dans le Loiret de 59 à 31. Bonny est alors rattachée par arrêté du 9 vendémiaire an X (30 septembre 1801) au canton de Briarre, sous le nom de Bonny,. |
| Canton                      | Gien               | 2015-     | Électorale                   | La loi du 17 mai 2013 et ses décrets d'application publiés en février et mars 2014 introduisent un nouveau découpage territorial pour les élections départementales. La commune est alors rattachée au nouveau canton de Gien. Depuis cette réforme, plus aucun service de l'État n'exerce sa compétence sur un territoire s'appuyant sur le nouveau découpage cantonal. Le canton a disparu en tant que circonscription administrative de l'État ; il est désormais uniquement une circonscription électorale destinée à l'élection d'un binôme de conseillers départementaux siégeant au conseil départemental. |
| Arrondissement              | Gien               | 1801-1926 | Administrative               | Bonny est rattachée à l'arrondissement de Gien par arrêté du 9 vendémiaire an X (30 septembre 1801),. |
| Arrondissement              | Orléans            | 1926-     | Administrative               | Sous la Troisième République, en raison d'un endettement considérable et de l'effort nécessaire pour la reconstruction post-Première Guerre mondiale, la France traverse une crise financière. Pour réduire les dépenses de l’État, Raymond Poincaré fait voter plusieurs décrets-lois réformant en profondeur l’administration française : 106 arrondissements sont ainsi supprimés, dont ceux de Gien et de Pithiviers dans le Loiret par décret du 10 septembre 1926. Bonny-sur-Loire est ainsi transférée de l'arrondissement de Gien à celui d'Orléans,.                                                     |
| Circonscription législative | 3e circonscription | 2010-     | Électorale                   | Lors du découpage législatif de 1986, le nombre de circonscriptions législatives passe dans le Loiret de 4 à 5. Un nouveau redécoupage intervient en 2010 avec la loi du 23 février 2010. En attribuant un siège de député « par tranche » de 125 000 habitants, le nombre de circonscriptions par département varie désormais de 1 à 21,. Dans le Loiret, le nombre de circonscriptions passe de cinq à six. Bonny-sur-Loire, initialement rattachée à la quatrième circonscription, est, après 2010, rattachée à la troisième circonscription.                                                                  |

#### Collectivités de rattachement
La commune de Bonny-sur-Loire est rattachée au département du Loiret et à la région Centre-Val de Loire, à la fois circonscriptions administratives de l'État et collectivités territoriales.

### Politique et administration municipales

#### Conseil municipal et maire
Depuis les élections municipales de 2014, le conseil municipal  de Bonny-sur-Loire, commune de plus de 1 000 habitants, est élu au scrutin proportionnel de liste à deux tours (sans aucune modification possible de la liste),  pour un mandat de six ans renouvelable. Il est composé de 19 membres. L'exécutif communal est constitué par le maire, élu par le conseil municipal, parmi ses membres, pour un mandat de six ans, c'est-à-dire pour la durée du mandat du conseil. Michel Chaillou est maire depuis 2020.
| Période                                  | Période          | Identité                                   | Étiquette      | Qualité                                                       |
| ---------------------------------------- | ---------------- | ------------------------------------------ | -------------- | ------------------------------------------------------------- |
| 1929                                     | 1934 (décès)     | Eugène Lassard                             | PCF            |                                                               |
| 1934                                     | 1938 (démission) | Alphonse Lafoy                             | PCF            |                                                               |
| 1945                                     | 1965             | Pierre (Alphonse, Marie, Antoine) Fournier | Gaulliste      | Assureur, Médaille de la résistance                           |
| juin 1995                                | mars 2001        | Pierre Berton                              | PCF            | Maçon                                                         |
| 2002                                     | mai 2020         | Michel Lechauve                            | DVD            | Agriculteur exploitant Conseiller départemental (depuis 2015) |
| mai 2020                                 | En cours         | Michel Chaillou,                           | Sans étiquette | Retraité BTP                                                  |
| Les données manquantes sont à compléter. |                  |                                            |                |                                                               |

### Instances judiciaire et administrative

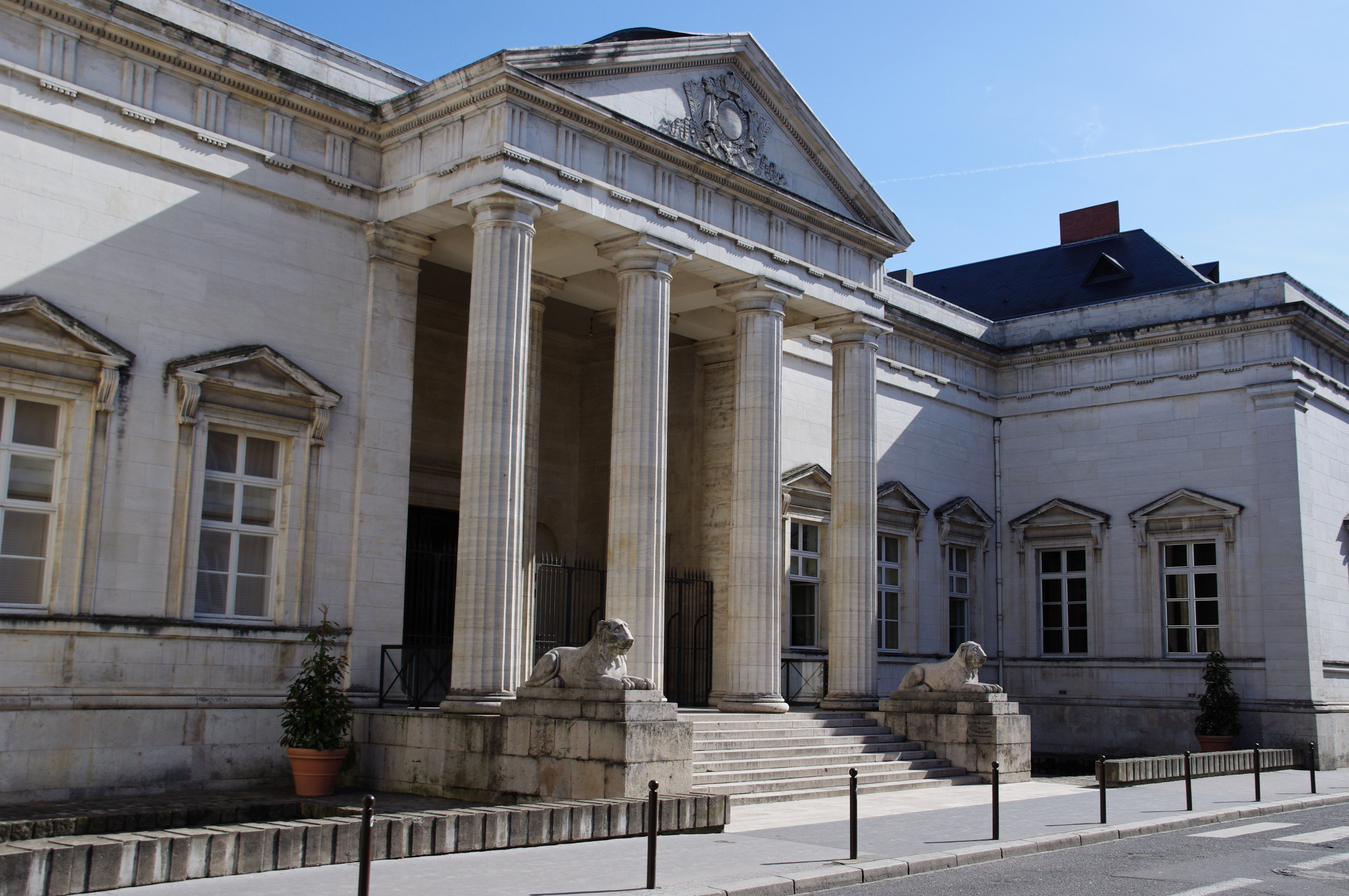
Le palais de justice d'Orléans

| Tribunaux                   | Lieux     |
| --------------------------- | --------- |
| Tribunal d'instance         | Montargis |
| Tribunal de grande instance | Montargis |
| Cour d'appel                | Orléans   |
| Tribunal pour enfants       | Montargis |
| Conseil de prud'hommes      | Montargis |
| Tribunal de commerce        | Orléans   |
| Tribunal administratif      | Orléans   |
| Cour administrative d'appel | Nantes    |

## Équipements et services

### Gestion de l'eau

#### Eau potable
Le service public d’eau potable est une compétence obligatoire des communes depuis l’adoption de la loi du 30 décembre 2006 sur l’eau et les milieux aquatiques. Au 31 décembre 2016, la production et la distribution de l'eau potable sur le territoire communal sont assurées par le syndicat intercommunal d'alimentation en eau potable de Bonny-sur-Loire - Ousson, un syndicat créé en 1957 desservant deux communes : Bonny-sur-Loire et Ousson-sur-Loire,,.
La loi NOTRe du 7 août 2015 prévoit que le transfert des compétences « eau et assainissement » vers les communautés de communes sera obligatoire à compter du 1er janvier 2020. Le transfert d’une compétence entraîne  de  facto  la  mise  à disposition  gratuite  de  plein droit des biens, équipements et services publics utilisés, à la date du transfert, pour l'exercice de ces compétences et la substitution de la communauté dans les droits et obligations des communes,.

#### Eaux usées
La compétence assainissement, qui recouvre obligatoirement la collecte, le transport et l’épuration des eaux usées, l’élimination des boues produites, ainsi que le contrôle des raccordements aux réseaux publics de collecte, est assurée  par la commune elle-même.
La commune dispose de trois stations d'épuration. La principale a été mise en service le 1er février 1994 et a une capacité nominale de traitement de 2 300 EH, soit 275 m3/jour et utilise un procédé d'épuration biologique dit « à boues activées ». Elle est exploitée en affermage par la Lyonnaise des Eaux. Les deux autres sont de moindre capacité : l'une située dans le hameau du Buisson-Les Zodors a été mise en service le 1er février 2006 et a une capacité de  70 EH, soit 10 m3/jour, et l'autre située dans le hameau du Coudray et mise en service le 1er mars 2009 a une capacité de  50 EH, soit 6 m3/jour et utilise un procédé d'épuration de type filtre à sable.
L’assainissement non collectif (ANC) désigne les installations individuelles de traitement des eaux domestiques qui ne sont pas desservies par un réseau public de collecte des eaux usées et qui doivent en conséquence traiter elles-mêmes leurs eaux usées avant de les rejeter dans le milieu naturel. En 2016, c'est la communauté de communes du canton de Briare qui assure le service public d'assainissement non collectif (SPANC), qui a pour mission de vérifier la bonne exécution des travaux de réalisation et de réhabilitation, ainsi que le bon fonctionnement et l’entretien des installations.

### Gestion des déchets
En  2016, la commune est membre du syndicat mixte de collecte et de traitement des ordures ménagères des cantons de Gien, Châtillon Coligny, Briare et Châtillon-sur-Loire (SMICTOM). Celui-ci assure la collecte et le traitement des ordures ménagères résiduelles en porte à porte, des emballages ménagers recyclables, des encombrants et du verre en points d’apport volontaire. Un réseau de sept déchèteries, dont une est située sur le territoire communal, accueille les encombrants et autres déchets spécifiques (déchets verts, déchets dangereux, gravats, ferraille, cartons…),. L'élimination et la valorisation énergétique des déchets ménagers et de ceux issus de la collecte sélective sont effectuées par le SYCTOM de Gien-Châteauneuf-sur-Loire qui comprend un centre de transfert de déchets ménagers et un centre de stockage de déchets ultimes (CSDU) de classe II à Saint-Aignan-des-Gués ainsi qu'une usine d’incinération des ordures ménagères à Gien-Arrabloy
Depuis le 1er janvier 2017, la « gestion des déchets ménagers » ne fait plus partie des compétences de la commune mais est une compétence obligatoire de la communauté de communes du Berry Loire Puisaye en application de la loi NOTRe du 7 août 2015.

## Population et société

### Démographie
L'évolution du nombre d'habitants est connue à travers les recensements de la population effectués dans la commune depuis 1793. Pour les communes de moins de 10 000 habitants, une enquête de recensement portant sur toute la population est réalisée tous les cinq ans, les populations de référence des années intermédiaires étant quant à elles estimées par interpolation ou extrapolation. Pour la commune, le premier recensement exhaustif entrant dans le cadre du nouveau dispositif a été réalisé en 2004.
En 2022, la commune comptait 1 851 habitants, en évolution de −7,17 % par rapport à 2016 (Loiret : +1,89 %, France hors Mayotte : +2,11 %).
| 1793  | 1800  | 1806  | 1821  | 1831  | 1836  | 1841  | 1846  | 1851  |
| ----- | ----- | ----- | ----- | ----- | ----- | ----- | ----- | ----- |
| 1 069 | 1 243 | 1 276 | 1 401 | 1 608 | 1 795 | 1 824 | 1 920 | 2 139 |

| 1856  | 1861  | 1866  | 1872  | 1876  | 1881  | 1886  | 1891  | 1896  |
| ----- | ----- | ----- | ----- | ----- | ----- | ----- | ----- | ----- |
| 2 060 | 2 567 | 2 371 | 2 321 | 2 309 | 2 290 | 2 338 | 2 310 | 2 162 |

| 1901  | 1906  | 1911  | 1921  | 1926  | 1931  | 1936  | 1946  | 1954  |
| ----- | ----- | ----- | ----- | ----- | ----- | ----- | ----- | ----- |
| 2 157 | 2 082 | 2 009 | 1 821 | 1 773 | 1 755 | 1 773 | 1 715 | 1 535 |

| 1962  | 1968  | 1975  | 1982  | 1990  | 1999  | 2004  | 2006  | 2009  |
| ----- | ----- | ----- | ----- | ----- | ----- | ----- | ----- | ----- |
| 1 605 | 1 701 | 1 778 | 1 830 | 1 921 | 1 924 | 2 005 | 2 032 | 2 065 |

| 2014  | 2019  | 2022  | - | - | - | - | - | - |
| ----- | ----- | ----- | - | - | - | - | - | - |
| 1 977 | 1 867 | 1 851 | - | - | - | - | - | - |

### Enseignement
Bonny-sur-Loire est située dans l'académie d'Orléans-Tours (Zone B) et dans la circonscription de Gien.
L'école primaire accueille les élèves de la commune.

## Patrimoine

### Patrimoine bâti
- Le pont de Bonny-sur-Loire est un pont suspendu entre Bonny-sur-Loire et Beaulieu-sur-Loire qui porte la route départementale 926 ;
- L’église Saint-Aignan commencée au XIIIe siècle continuée à la fin du XVe siècle et terminée XVIe siècle fait l’objet d’un classement au titre des monuments historiques depuis le 31 décembre 1984[111]. Elle renferme un bâton de procession (bâton de procession de confrérie) de saint Vincent qui fait l’objet d’un classement au titre des monuments historiques  depuis le 6 avril 1960[112] et une chape du troisième quart du XVIIIe siècle et du premier quart du XIXe siècle qui fait l’objet d’un classement au titre des monuments historiques depuis le 29 août 2001[113].

### Cadre de vie
En 2012, Bonny-sur-Loire possède le label Ville fleurie ; trois fleurs lui ont été attribuées par le conseil national des villes et villages fleuris de France au concours des villes et villages fleuris.
La commune est située dans la zone de protection spéciale vallée de la Loire du Loiret du réseau Natura 2000.

### Religion
- Drikung Kagyu Mila Rechen Center : centre bouddhiste tibétain

### Manifestations
- La fête des vins du coteaux-du-giennois et la foire à la brocante, le dernier dimanche de juillet ;
- Le salon d’art d’automne, la semaine du 1er novembre ;
- La Saint-Aignan, en novembre.

### Patrimoine agricole
La commune de Bonny-sur-Loire est située dans l'aire de l'appellation d'origine protégée (AOP) ou appellation d'origine contrôlée (AOC) du Chavignol, un fromage au lait cru fabriqué à base de lait de chèvre entier, à pâte molle à croûte fleurie, de forme cylindrique très légèrement bombé à la périphérie.
Le territoire de Bonny-sur-Loire est également intégré aux aires de productions de 24 produits bénéficiant d'une indication géographique protégée (IGP) : volailles du Berry, volailles de l’Orléanais, vins du Val de Loire, de l'Allier, du Cher, du Loir-et-Cher, de l'Indre, du Pays de Retz et primeur.

### Personnalités liées à la commune
- François Jean-Baptiste d'Alphonse (1756-1821), homme politique et jurisconsulte ;
- Désiré Lubin (1854-1929), peintre français.
- Jean-Marc Loubier (né en 1953), écrivain, biographe de Louis Jouvet et Louis de Funès.
- La chanteuse et actrice arrageoise Christiane Dor y vivait, en 1939[réf. nécessaire].